# Orbiniidae
Orbiniidae ist eine artenreiche Familie von Vielborstern (Polychaeta), die in Meeren weltweit als Detritusfresser vom Küstensaum bis in die Tiefsee zu finden sind.

## Merkmale
Die Vielborster der Familie Orbiniidae haben einen länglichen, fadenförmigen bis robusten Körper, der bei ausgewachsenen Tieren wenige Millimeter bis 30 cm lang wird. Der segmentierte Körper ist gegliedert in den kürzeren Thorax, dessen Segmente seitliche, einfach verzweigte Parapodien mit wohl entwickelten Lappen tragen, und das längere Abdomen, bei dem sowohl Parapodien mit längeren, schlankeren Lappen als auch Kiemen auf der Rückenseite der Segmente sitzen. Das Prostomium (Kopflappen), dem zwei borstenlose Ringel folgen, trägt keinerlei Anhängsel, während das ringförmige Peristomium nackt oder mit Borsten besetzt sein kann. Der ventral sitzende Pharynx trägt keine Zähne und ist im ausgestülpten Zustand sackförmig oder verzweigt. Die Borsten sind kapillarartig, verzweigt oder dornenartig und nur selten hakenförmig.
Die meisten Arten der Orbiniidae sind getrenntgeschlechtlich mit äußerer Befruchtung. Anderthalb bis 22 Tage nach der Befruchtung schlüpfen Larven, die eine frei schwimmende Phase von je nach Art 1 bis 20 Tagen durchmachen und dabei von Dotterreserven leben. Bei der Metamorphose zum kriechenden Wurm hat die Larve je nach Art 3 bis 12 Segmente.
Die Orbiniidae ernähren sich von Detritus und Kleinstlebewesen – darunter Kieselalgen und Kammerlinge –, die sie entweder vom Substrat abweiden oder durch Verschlucken von Sedimentpartikeln aufnehmen.

## Einige Beispielarten
Zu den häufigsten Arten der Familie gehört der kosmopolitische Kiemenringelwurm (Scoloplos armiger). Andere im nördlichen Atlantik häufige Arten sind Orbinia norvegica, Orbinia sertulata und Orbinia latreillii.

## Gattungen
Die Familie Orbiniidae wird in 20 Gattungen unterteilt:
- Berkeleyia Hartman, 1971
- Califia Hartman, 1957
- Leitoscoloplos Day, 1977
- Leodamas Kinberg, 1866
- Microrbinia Hartman, 1965
- Naineris Blainville, 1828
- Orbinia Quatrefages, 1866
- Orbiniella Day, 1954
- Paraorbiniella Rullier, 1974
- Pettibonella Solis-Weiss & Fauchald, 1989
- Phylo Kinberg, 1866
- Proscoloplos Day, 1954
- Protoaricia Czerniavsky, 1881
- Protoariciella Hartmann-Schröder, 1962
- Questa Hartman, 1966
- Schroederella Laubier, 1962
- Scoloplella Day, 1963
- Scoloplos Blainville, 1828
- Scoloplosia Rullier, 1972
- Uncorbinia Hartmann-Schröder, 1979